# Aleuropteryx arizonica
Aleuropteryx arizonica is een insect uit de familie van de dwerggaasvliegen (Coniopterygidae), die tot de orde netvleugeligen (Neuroptera) behoort. 
De wetenschappelijke naam Aleuropteryx arizonica is voor het eerst geldig gepubliceerd door V. Johnson in 1981.